# Кад странац позове (филм из 2006)
Кад странац позове (енгл. When a Stranger Calls) амерички је психолошки хорор филм из 2006. године, режисера Сајмона Веста, са Камилом Бел, Кејти Касиди, Брајаном Гератијем, Тесом Томпсон, Кларком Грегом и Ленсом Хенриксеном у главним улогама. Представља римејк истоименог филма из 1979, који је режирао Фред Волтон, као и треће остварење ове филмске франшизе.
Филм је оригинално био замишљен као још један наставак, који је требало да носи наслов Кад се странац врати. Снимање је почело 1. јануара, а завршило се 28. фебруара 2005. године, у Ванкуверу. Главна глумица је била два пута озбиљније повређена током снимања. Премијера је била 3. фебруара 2006. године. Римејк је добио знатно лошије оцене критичара од оригинала, али је остварио комерцијални успех. Због овога је у неколико наврата био разматран потенцијални наставак. Сценариста Џејк Вејд Вол је 2020. године дискутовао могућност о наставку који би представљао римејк другог дела оригиналне приче, у коме је Џил одрасла и има своју децу.
У овом филму је Дајана Агрон имала своју дебитантску филмску улогу.

## Радња
Локални шериф улази у кућу где је неидентификовани серијски убица убио троје деце и њихову дадиљу. У Колораду, 200 km од места злочина, Џил Џонсон одлази у дом богате породице Мандракис како би им причувала децу док су они на вечери. Убрзо након што Мандракисови оду, Џил почиње да добија опскурне телефонске позиве. Хорор почиње када сазна да позиви долазе из куће.

## Улоге
| Глумац                       | Улога               |
| ---------------------------- | ------------------- |
| Камила Бел                   | Џил Џонсон          |
| Томи Фланаган Ленс Хенриксен | „Странац”           |
| Кејти Касиди                 | Тифани Медисон      |
| Теса Томпсон                 | Скарлет             |
| Брајан Герати                | Боби                |
| Кларк Грег                   | Бен Џонсон          |
| Дерек де Линт                | доктор Мандракис    |
| Кејт Џенингс Грант           | Кели Мандракис      |
| Артур Јанг                   | Вил Мандракис       |
| Мадлин Керол                 | Алисон Мандракис    |
| Стив Истин                   | детектив Харв Хајнс |
| Џон Бобек                    | полицајац Луис      |
| Дајана Агрон                 | чирлидерсица        |